# Apoica
Apoica (лат.) — род общественных ос семейства Vespidae.

## Распространение
Неотропика. Встречаются в тропиках Центральной и Южной Америки.

## Описание
Ночные осы (кроме них, среди общественных ос только Provespa ведут такой образ жизни), начинают свою фуражировочную активность после захода солнца. Имеют крупные оцеллии. Свои гнезда с открытыми сотами, как у многих бумажных ос, они предпочитают строить под крупными листьями или в кустарниках. В течение дня осы, прикрывающие соты, размахивают крыльями, чтобы охладить гнездо, поддерживая в нем температуру, подходящую для развития личинок. При нападении на добычу Apoica выпускает из своего жала каплю яда, который, в свою очередь, привлекает к защите и нападению всех ос, находящихся поблизости.

## Систематика
Около 10 видов. Относится к трибе Epiponini.
- Apoica albimacula (Fabricius, 1804)
- Apoica ambracarina Pickett, 2003
- Apoica ellenae Pickett, 2007
- Apoica flavissima van der Vecht, 1972
- Apoica gelida van der Vecht, 1972
- Apoica pallens (Fabricius, 1804)
- Apoica pallida (Olivier, 1792)
- Apoica strigata Richards, 1978
- Apoica thoracica du Buysson, 1906
- Apoica arborea de Saussure, 1854 (подрод Deuterapoica)